# Валентайн (Небраска)
Валентайн (англ. Valentine) — місто (англ. city) в США, в окрузі Черрі штату Небраска. Населення — 2633 особи (2020).

## Географія
Валентайн розташований за координатами 42°52′26″ пн. ш. 100°33′0″ зх. д. / 42.87389° пн. ш. 100.55000° зх. д. (42.873836, -100.549884).  За даними Бюро перепису населення США в 2010 році місто мало площу 5,83 км², з яких 5,75 км² — суходіл та 0,08 км² — водойми.

### Клімат
| Клімат : Валентайн                                         | Клімат : Валентайн | Клімат : Валентайн | Клімат : Валентайн | Клімат : Валентайн | Клімат : Валентайн | Клімат : Валентайн | Клімат : Валентайн | Клімат : Валентайн | Клімат : Валентайн | Клімат : Валентайн | Клімат : Валентайн | Клімат : Валентайн | Клімат : Валентайн |
| Показник                                                   | Січ.               | Лют.               | Бер.               | Квіт.              | Трав.              | Черв.              | Лип.               | Серп.              | Вер.               | Жовт.              | Лист.              | Груд.              | Рік                |
| Абсолютний максимум, °C                                    | 22,2               | 25,6               | 30,6               | 37,8               | 38,9               | 43,3               | 45,6               | 42,2               | 41,1               | 35,6               | 30,0               | 24,4               | 45,6               |
| Середній максимум, °C                                      | 2,5                | 4,4                | 9,6                | 15,7               | 21,6               | 27,3               | 31,5               | 30,6               | 25,2               | 17,2               | 8,7                | 2,6                | 16,4               |
| Середній мінімум, °C                                       | −11,8              | −9,8               | −4,9               | 0,6                | 6,8                | 12,2               | 15,8               | 14,8               | 8,6                | 1,1                | −6                 | −11,7              | 1,3                |
| Абсолютний мінімум, °C                                     | −38,9              | −38,3              | −33,9              | −22,2              | −8,3               | −1,1               | 3,3                | 1,1                | −11,1              | −21,1              | −30                | −39,4              | −39,4              |
| Середня кількість сонячних годин на місяць                 | 181,7              | 183,2              | 216,2              | 239,8              | 284,4              | 317,2              | 349,6              | 325,4              | 264,0              | 232,5              | 175,0              | 163,0              | 2932               |
| Норма опадів, мм                                           | 7                  | 12                 | 27                 | 56                 | 80                 | 90                 | 82                 | 55                 | 42                 | 32                 | 17                 | 9                  | 509                |
| Днів з опадами                                             | 3,9                | 5,0                | 7,1                | 9,1                | 11,4               | 11,1               | 9,5                | 7,9                | 7,1                | 6,7                | 4,6                | 4,5                | 87,9               |
| Днів зі снігом                                             | 3,4                | 4,3                | 4,6                | 1,9                | 0,1                | 0                  | 0                  | 0                  | 0,1                | 1,0                | 3,0                | 3,9                | 22,3               |
| Вологість повітря, %                                       | 64.4               | 64.6               | 62.9               | 55.4               | 57.4               | 55.7               | 54.9               | 57.6               | 54.5               | 57.3               | 62.4               | 64.3               | 59.3               |
| ---------------------------------------------------------- | ------------------ | ------------------ | ------------------ | ------------------ | ------------------ | ------------------ | ------------------ | ------------------ | ------------------ | ------------------ | ------------------ | ------------------ | ------------------ |
| Джерело: NOAA (relative humidity 1976–1990, sun 1961–1990) |                    |                    |                    |                    |                    |                    |                    |                    |                    |                    |                    |                    |                    |

## Демографія
Згідно з переписом 2010 року, у місті мешкало 2737 осіб у 1259 домогосподарствах у складі 719 родин. Густота населення становила 469 осіб/км².  Було 1430 помешкань (245/км²).
Расовий склад населення:
| - 86,3 % — білих - 9,1 % — корінних американців - 0,5 % — азіатів - 0,1 % — чорних або афроамериканців |

До двох чи більше рас належало 3,3 %. Частка іспаномовних становила 1,6 % від усіх жителів.
За віковим діапазоном населення розподілялося таким чином: 21,3 % — особи молодші 18 років, 54,7 % — особи у віці 18—64 років, 24,0 % — особи у віці 65 років та старші. Медіана віку мешканця становила 46,0 року. На 100 осіб жіночої статі у місті припадало 89,3 чоловіків;  на 100 жінок у віці від 18 років та старших — 80,9 чоловіків також старших 18 років.
Середній дохід на одне домашнє господарство  становив 50 676 доларів США (медіана — 43 536), а середній дохід на одну сім'ю — 67 476 доларів (медіана — 61 895). За межею бідності перебувало 11,3 % осіб, у тому числі 6,6 % дітей у віці до 18 років та 10,8 % осіб у віці 65 років та старших.
Цивільне працевлаштоване населення становило 1516 осіб. Основні галузі зайнятості: освіта, охорона здоров'я та соціальна допомога — 23,6 %, роздрібна торгівля — 14,1 %, мистецтво, розваги та відпочинок — 12,1 %, сільське господарство, лісництво, риболовля — 12,1 %.